# 1000-es évek
Évszázadok: 10. század · 11. század · 12. század
Évtizedek: 950-es évek · 960-as évek · 970-es évek · 980-as évek · 990-es évek · 1000-es évek · 1010-es évek · 1020-as évek · 1030-as évek · 1040-es évek · 1050-es évek
Évek: 1000 · 1001 · 1002 · 1003 · 1004 · 1005 · 1006 · 1007 · 1008 · 1009

## Események és irányzatok
- 1000
  - A Gnieznói főegyházmegye megalapítása
  - II. Szilveszter pápa koronát küld Vajk fejedelemnek, akit I. (Szent) István néven az első magyar királlyá koronáznak.
- 1000–1035 III. Sancho navarrai király elfoglalja Kasztíliát. Fiai közt felosztja a királyságát, létrejön a navarrai, kasztíliai és aragóniai királyság.
- 1001-től Mahmud szultán 17 hadjáratot indít Hindosztánban. A Gaznavida-dinasztia megszerzi Pandzsábot.
- 1001–1004 A Csóla-dinasztia kiterjeszti uralmát Ceylonra
- 1004–1018 II. Henrik háborúja I. Boleszláv lengyel király ellen.
- 1008. Olaf svéd uralkodó keresztény hitre tér.

## A világ vezetői évenként
- I. István magyar király (Magyar Királyság) (1000–1038† )

1000 1001 1002 1003 1004 1005 1006 1007 1008 1009